# Campeonato Mundial de Natación en Piscina Corta de 2000
El V Campeonato Mundial de Natación en Piscina Corta se celebró en Atenas (Grecia) entre el 16 y el 19 de marzo de 2000. Fue organizado por la Federación Internacional de Natación (FINA) y la Federación Helénica de Natación. Participaron un total de 563 atletas de 78 países.
Las competiciones se realizaron en el Centro Acuático Olímpico de la capital helénica.

## Resultados

### Masculino
| Evento                           | Oro                                                                                       | Plata                                                                                       | Bronce                                                                                     |
| -------------------------------- | ----------------------------------------------------------------------------------------- | ------------------------------------------------------------------------------------------- | ------------------------------------------------------------------------------------------ |
| 50 m libre (17.03)               | Mark Foster Reino Unido 21,58 s                                                           | Brendon Dedekind Sudáfrica 21,62 s                                                          | Stefan Nystarnd · Suecia · 21,80 s                                                         |
| 100 m libre (19.03)              | Lars Frölander · Suecia · 46,80                                                           | Stefan Nystrand · Suecia · 47,73                                                            | Scout Tucker Estados Unidos 47,82                                                          |
| 200 m libre (16.03)              | Béla Szabados · Hungría · 1:45,27                                                         | Massimiliano Rosolino · Italia · 1:45,63                                                    | Chad Carvin Estados Unidos 1:45,79                                                         |
| 400 m libre (17.03)              | Chad Carvin Estados Unidos 3:41,13                                                        | Paul Palmer Reino Unido 3:42,70                                                             | Massimiliano Rosolino · Italia · 3:43,70                                                   |
| 1500 m libre (18.03)             | Jörg Hoffmann · Alemania · 14:47,57                                                       | Igor Chervynski · Ucrania · 14:48,20                                                        | Chad Carvin Estados Unidos 14:51,23                                                        |
| 50 m espalda (19.03)             | Neil Walker Estados Unidos 23,99                                                          | Lenny Kraizelburg Estados Unidos 24,24                                                      | Rodolfo Falcón · Cuba · 24,32                                                              |
| 100 m espalda (19.03)            | Neil Walker Estados Unidos 50,75 (RM)                                                     | Rodolfo Falcón · Cuba · 52,87                                                               | Derya Büyükuncu Turquía 52,88                                                              |
| 200 m espalda (17.03)            | Gordan Kožulj · Croacia · 1:53,31                                                         | Brad Bridgewater Estados Unidos 1:53,87                                                     | Volodymyr Nikolaichuk · Ucrania · 1:55,33                                                  |
| 50 m braza (16.03)               | Mark Warnecke · Alemania · 27,22                                                          | Brendon Dedekind Sudáfrica 27,27                                                            | Oleg Lisogor · Ucrania · 27,30                                                             |
| 100 m braza (18.03)              | Roman Sludnov · Rusia · 58,57                                                             | Zhu Yi China 59,99                                                                          | Roman Ivanovski · Rusia · 1:00,05                                                          |
| 200 m braza (19.03)              | Roman Sludnov · Rusia · 2:07,59 (RM)                                                      | Terence Parkin Sudáfrica 2:07,91                                                            | Andrei Ivanov · Rusia · 2:09,90                                                            |
| 50 m mariposa (18.03)            | Mark Foster Reino Unido 23,30                                                             | Neil Walker Estados Unidos 23,46                                                            | Sabir Muhammad Estados Unidos 23,56                                                        |
| 100 m mariposa (17.03)           | Lars Frölander · Suecia · 50,44 (RM)                                                      | James Hickman Reino Unido 51,53                                                             | Denys Sylantyev · Ucrania · 51,84                                                          |
| 200 m mariposa (19.03)           | James Hickman Reino Unido 1:53,57                                                         | Shamek Pietucha · Canadá · 1:54,27                                                          | Anatoli Poliakov · Rusia · 1:54,47                                                         |
| 100 m cuatro estilos (18.03)     | Neil Walker Estados Unidos 52,79 (RM)                                                     | Jani Sievinen · Finlandia · 54,08                                                           | James Hickman Reino Unido 54,38                                                            |
| 200 m cuatro estilos (19.03)     | Jani Sievinen · Finlandia · 1:56,27                                                       | James Hickman Reino Unido 1:56,86                                                           | Massimiliano Rosolino · Italia · 1:58,05                                                   |
| 400 m cuatro estilos (16.03)     | Jani Sievinen · Finlandia · 4:09,54                                                       | Terence Parkin Sudáfrica 4:10,56                                                            | Michael Halika Israel 4:10,90                                                              |
| 4 × 100 m libre (16.03)          | Suecia · Johan Nyström · Lars Frölander · Matthias Ohlin · Stefan Nystrand · 3:09,57 (RM) | Estados Unidos Scott Tucker Josh Davis Sabir Muhammad Neil Walker 3:10,98                   | Alemania · Mitja Zastrow · Stefan Herbst · Christian Tröger · Stephan Kunzelmann · 3:13,69 |
| 4 × 200 m libre (17.03)          | Estados Unidos Scott Tucker Josh Davis Chad Carvin Neil Walker 7:01,33 (RM)               | Reino Unido Edward Sinclair Mark Spackman Paul Palmer James Salter 7:03,06                  | Rusia · Denis Pimankov · Anatoli Poliakov · Dimitri Chernichev · Andrei Kapralov · 7:05,24 |
| 4 × 100 m cuatro estilos (19.03) | Estados Unidos Lenny Krayzelburg Jarrod Thomas Neil Walker Scott Tucker 3:30,03           | Alemania · Sebastian Halgash · Björn Nowakowski · Thomas Rupprath · Stefan Herbst · 3:31,77 | Reino Unido Neill Willey Darren Mew James Hickman Paul Belck 3:32,08                       |

- (RM) – Récord mundial.

### Femenino
| Evento                           | Oro                                                                                             | Plata                                                                                     | Bronce                                                                            |
| -------------------------------- | ----------------------------------------------------------------------------------------------- | ----------------------------------------------------------------------------------------- | --------------------------------------------------------------------------------- |
| 50 m libre (18.03)               | Therese Alshammar · Suecia · 23,59 s (RM)                                                       | Sandra Völker · Alemania · 24,77 s                                                        | Alison Sheppard Reino Unido 24,80 s                                               |
| 100 m libre (17.03)              | Therese Alshammar · Suecia · 52,17 (RM)                                                         | Jennifer Thompson Estados Unidos 53,14                                                    | Martina Moravcová · Eslovaquia · 53,88                                            |
| 200 m libre (19.03)              | Yang Yu China 1:56,06                                                                           | Martina Moravcová · Eslovaquia · 1:56,46                                                  | Natalia Baranovskaya · Bielorrusia · 1:57,46                                      |
| 400 m libre (18.03)              | Lindsay Benko Estados Unidos 4:02,44                                                            | Yana Klochkova · Ucrania · 4:04,39                                                        | Chen Hua China 4:06,36                                                            |
| 800 m libre (17.03)              | Chen Hua China 8:17,03                                                                          | Brooke Bennett Estados Unidos 8:19,66                                                     | Flavia Rigamonti · Suiza · 8:21,57                                                |
| 50 m espalda (19.03)             | Antje Buschschulte · Alemania · 27,90                                                           | Marylyn Chiang · Canadá · 28,03                                                           | Kellie McMillan Australia 28,06                                                   |
| 100 m espalda (17.03)            | Sandra Völker · Alemania · 58,66                                                                | Marylyn Chiang · Canadá · 59,33                                                           | Antje Buschschulte · Alemania · 59,37                                             |
| 200 m espalda (18.03)            | Antje Buschschulte · Alemania · 2:07,29                                                         | Clementine Stoney Australia 2:08,64                                                       | Lindsay Benko Estados Unidos 2:08,85                                              |
| 50 m braza (16.03)               | Sarah Poewe Sudáfrica 30,66                                                                     | Hao Ping China 31,22                                                                      | Tara Kirk Estados Unidos 31,47                                                    |
| 100 m braza (19.03)              | Sarah Poewe Sudáfrica 1:06,21                                                                   | Alicja Pęczak · Polonia · 1:07,69                                                         | Elena Bogomazova · Rusia · 1:08,27                                                |
| 200 m braza (17.03)              | Rebecca Brown Australia 2:23,41                                                                 | Alicja Pęczak · Polonia · 2:24,24                                                         | Brooke Hanson Australia 2:25,30                                                   |
| 50 m mariposa (17.03)            | Jennifer Thompson Estados Unidos 26,13                                                          | Anna-Karin Kammerling · Suecia · 26,16                                                    | Nicola Jackson Reino Unido 26,85                                                  |
| 100 m mariposa (18.03)           | Jennifer Thompson Estados Unidos 57,67                                                          | Johanna Sjöberg · Suecia · 57,96                                                          | Karen Campbell Estados Unidos 58,86                                               |
| 200 m mariposa (16.03)           | Mette Jacobsen Dinamarca 2:08,10                                                                | Katrin Jäke · Alemania · 2:09,42                                                          | Otylia Jędrzejczak · Polonia · 2:09,61                                            |
| 100 m cuatro estilos (19.03)     | Martina Moravcová · Eslovaquia · 59,71                                                          | Marianne Limpert · Canadá · 1:02,00                                                       | Alenka Kejžar Eslovenia 1:02,24                                                   |
| 200 m cuatro estilos (18.03)     | Yana Klochkova · Ucrania · 2:08,97                                                              | Martina Moravcová · Eslovaquia · 2:08,98                                                  | Marianne Limpert · Canadá · 2:12,68                                               |
| 400 m cuatro estilos (16.03)     | Yana Klochkova · Ucrania · 4:32,45                                                              | Nicole Hetzer · Alemania · 4:37,92                                                        | Katie Yevak Estados Unidos 4:38,80                                                |
| 4 × 100 m libre (19.03)          | Suecia · Louise Jöhncke · Therese Alshammar · Anna-Karin Kammerling · Johanna Sjöberg · 3:35,54 | Alemania · Katrin Meißner · Antje Buschschulte · Britta Steffen · Sandra Völker · 3:37,31 | Reino Unido Alison Sheppard Claire Huddart Karen Legg Karen Pickering 3:37,93     |
| 4 × 200 m libre (16.03)          | Reino Unido Nicola Jackson Claire Huddart Karen Legg Karen Pickering 7:49,11 (RM)               | Estados Unidos Lindsay Benko Brooke Bennet Tammie Stone Jennifer Thompson 7:50,59         | China Sun Dan Yang Lina Li Jin Yang Yu 7:52,70                                    |
| 4 × 100 m cuatro estilos (18.03) | Suecia · Emma Igelström · Therese Alshammar · Anna-Karin Kammerling · Johanna Sjöberg · 3:59,53 | Alemania · Sandra Völker · Janne Schäffer · Katrin Jäke · Katrin Meißner · 4:01,47        | Estados Unidos Jaime Leigh Reid Anita Nall Jeniffer Thompson Tammie Stone 4:02,51 |

- (RM) – Récord mundial.

## Medallero
| Núm. | País           | Oro | Plata | Bronce | Total |
| ---- | -------------- | --- | ----- | ------ | ----- |
| 1    | Estados Unidos | 9   | 7     | 9      | 25    |
| 2    | Suecia         | 7   | 3     | 1      | 11    |
| 3    | Alemania       | 5   | 6     | 2      | 13    |
| 4    | Reino Unido    | 4   | 4     | 5      | 13    |
| 5    | Sudáfrica      | 2   | 4     | 0      | 6     |
| 6    | Ucrania        | 2   | 2     | 3      | 7     |
| 7    | China          | 2   | 2     | 2      | 6     |
| 8    | Finlandia      | 2   | 1     | 0      | 3     |
| 9    | Rusia          | 2   | 0     | 5      | 7     |
| 10   | Eslovaquia     | 1   | 2     | 1      | 4     |
| 11   | Australia      | 1   | 1     | 2      | 4     |
| 12   | Croacia        | 1   | 0     | 0      | 1     |
| 12   | Dinamarca      | 1   | 0     | 0      | 1     |
| 12   | Hungría        | 1   | 0     | 0      | 1     |
| 15   | Canadá         | 0   | 4     | 1      | 5     |
| 16   | Polonia        | 0   | 2     | 1      | 3     |
| 17   | Italia         | 0   | 1     | 2      | 3     |
| 18   | Cuba           | 0   | 1     | 1      | 2     |
| 19   | Bielorrusia    | 0   | 0     | 1      | 1     |
| 19   | Eslovenia      | 0   | 0     | 1      | 1     |
| 19   | Israel         | 0   | 0     | 1      | 1     |
| 19   | Suiza          | 0   | 0     | 1      | 1     |
| 19   | Turquía        | 0   | 0     | 1      | 1     |
|      | TOTAL          | 40  | 40    | 40     | 120   |